# Treno suburbano della Valle del Messico
Il Treno suburbano della Valle del Messico è un treno regionale del distretto federale e dello stato del Messico per creare un sistema di trasporto nella Zona Metropolitana di Città del Messico.
Il progetto prevede tre linee con una lunghezza totale di 242 km. Per realizzare quest'opera si utilizzeranno una serie di vie ferroviarie già esistenti e si sfrutteranno dei diritti viari di proprietà del governo federale nella Valle del Messico. Alla costruzione partecipano i governi federale, del distretto federale dello Stato del Messico e dei comuni della zona metropolitana di Città del Messico.

## Rete

### Linea 1
Prima linea costruita e inaugurata. È integrata da sette stazioni e il suo colore distintivo è il rosso. Si sviluppa dal centro di Città del Messico verso il nordovest dello stato del Messico. La sua lunghezza totale per i passeggeri è di 27 km. I comuni serviti sono Tlanepantla, Tultitlán, Cuautitlán e Cuautitlán Izcalli nello Stato del Messico e in Città del Messico sono servite le delegazioni: Cuauhtémoc e Azcapotzalco.
Quotidianamente la linea trasporta da Buenavista a Cuautitlán, in un tempo di 25 minuti circa, 55.000 passeggeri, il sistema è stato progettato per reggere un volume di 320.000 passeggeri al giorno.
La prima parte della linea Buenavista - Lecheria tratta di 22 km con 5 stazioni è stata inaugurata il 7 maggio 2008 da Felipe Calderón Hinojosa, Presidente del Messico, Enrique Peña Nieto, governatore dello Stato del Messico, e dal segretario dei trasporti e delle comunicazioni, Luis Téllez. Il periodo tra il 7 maggio e il 31 maggio 2008 è stato denominato periodi di dimostrazione.
Il costo della Linea 1 è stato di 670 milioni di dollari, 130 milioni sono stati apportati dal governo federale e i restanti sono stati messi a disposizione dalla compagnia spagnola Construcciones y Auxiliar de Ferrocarriles, SA.
La costruzione è superficiale e utilizza il diritto di passaggio sull'antica rotta della ferrovia elettrica Città del Messico-Querétaro.
Il treno suburbano presta servizio dal lunedì al venerdì dalle 5:00 alle 0:30, sabato dalle 6:00 alle 0:30 e la domenica dalle 7:00 alla mezzanotte.
Stazioni: Cuautitlán, Tultitlán, Lechería, San Rafael, Tlalnepantla, Fortuna y Buenavista.